# 阿尔贝·阿亚
阿尔贝·阿亚（法語：Albert Ayat，1875年3月7日—1935年12月2日），生于巴黎，法国前男子击剑运动员。他曾代表法国参加1900年夏季奥林匹克运动会击剑比赛，共获得二枚金牌。